# Andreas Rasmussen
Andreas Engelbert Rasmussen, född 15 mars 1893 i Ålborg, död 23 februari 1967 i Ålborg, var en dansk landhockeyspelare.
Rasmussen blev olympisk silvermedaljör i landhockey vid sommarspelen 1920 i Antwerpen.